# Axel Hasselrot (präst)
Axel Mathias Hasselrot, född den 13 april 1845 i Solna socken, Stockholms län, död den 4 maj 1921 i Norra Fågelås församling, var en svensk präst. Han var son till Per Hasselrot och far till Carl-Axel och Per Hasselrot.
Hasselrot blev student vid Uppsala universitet 1863. Han prästvigdes för Skara stift 1869. Hasselrot blev komminister i Stora Mellby pastorat 1876, kyrkoherde i Långareds församling 1882 och i Fågelås församling 1899. Han blev ledamot av Vasaorden 1915.